# Jonkvrouw (boek)
Jonkvrouw is een boek geschreven door de Vlaamse auteurs Jean-Claude Van Rijckeghem en Pat van Beirs, het werd origineel uitgegeven door uitgeverij Facet in 2005 en kreeg drie herdrukken, de vijfde editie verscheen bij Manteau Jeugd in 2009. Het werd bekroond door de Kinder- en Jeugdjury (KJV), met de Thea Beckmanprijs, de Boekenleeuw, de Interprovinciale prijs voor Letterkunde en De Kleine Cervantes. Het kreeg een eervolle vermelding van de Zoenjury. Het boek werd geprezen en gelauwerd en zette de historische (jeugd)roman opnieuw op de kaart.
Vertalingen verschenen in het Deens, Afrikaans, Engels, Frans, Duits en Chinees.

## Samenvatting
Marguerite Van Male is veertien en een half. Ze is de dochter van de graaf van Vlaanderen en de hertogin van Brabant en de erfgename van Vlaanderen. Ze droomt van een ridder op een wit paard die haar naar een kasteel in de wolken zal voeren. Maar de ridders die ze ontmoet zijn allemaal sufferds die niet bestand zijn tegen haar pittige karakter en haar opvliegende aard. Op een dag beslist haar vader met wie ze die zomer zal huwen.
In haar eigen woorden vertelt Marguerite over haar vreselijke vossenhaar, over Willem, die een meester is in de zoenkunde, over Roderik, uit wiens kaakbeen ze een tand heeft geslagen, over de monnik Zannekin die stinkt als een varkenskot, over de vrije stad Brugge met haar knarsende uithangborden, over de boeken van haar moeder met hun smachtende liefdesverhalen, over de rode zweertjes in het gezicht van haar toekomstige echtgenoot en over de zwarte haat die ze voelt voor haar bloedeigen vader.